# Ломов, Юрий Сергеевич
Юрий Сергеевич Ломов (1937—2017) — учёный и промышленный деятель, доктор технических наук, профессор, главный научный сотрудник НИИ «Аргон».

## Биография
Родился 19 марта 1937 года.
Окончил Московский энергетический институт. С 1965 по 1968 год работал в НИИ автоматической аппаратуры; с 1968 по 1991 год — в НИЦЭВТ, где прошёл трудовой путь от инженера до первого заместителя директора по научной работе — начальника комплексного отделения. Принимал участие в качестве заместителя главного конструктора в создании электронных вычислительных машин ЕС ЭВМ: ЕС-1050, ЕС-1060, ЕС-1061, ЕС-1065, ВК-2Р-60. В качестве главного конструктора обеспечивал разработку и старших моделей ЕС ЭВМ: ЕС-1066, ЕС-1068, ЕС-1087, ЕС-1191. Также был назначен главным конструктором высокопроизводительных ЭВМ и вычислительных комплексов ЕС ЭВМ Министерства радиопромышленности СССР.
Работая с 1991 года в НИИ «Восход», Юрий Сергеевич Ломов в качестве главного конструктора обеспечил впервые в СССР создание Государственной автоматизированной системы «Выборы», обеспечил научное руководство разработкой и организацией создания всей инфраструктуры этой территориально-распределённой глобальной системы. Затем, поступив на работу в АО "НИИ «Аргон», Юрий Ломов в качестве первого заместителя научного руководителя внес определяющий вклад в успешное выполнение НИР «Экспедиция» по научному прогнозированию развития вычислительной техники на период до 2025—2045 годов.
Ю. С. Ломов является автором более 100 научных трудов, включая 3 монографии, 11 авторских свидетельств на изобретения. В течение ряда лет, занимаясь основной производственной работой, читал курс лекций по ЭВМ в должности профессора в МИРЭА и МГТУ им. Н. Э. Баумана. Был членом нескольких учёных советов, неоднократно выступал с докладами на международных научных семинарах, был председателем международных комиссий по межгосударственным испытаниям средств вычислительной техники стран — членов СЭВ.
Лауреат Государственной премии СССР, был удостоен званий «Заслуженный деятель науки РФ» и «Почётный радист СССР», а также награжден медалями. Занесен в Галерею славы выдающихся деятелей отечественной вычислительной техники.
Будучи тяжело больным, до последних дней напряженно трудился, подготовив ряд значимых публикаций для Второго издания книги «История отечественной электронной вычислительной техники» и для 4-го тома книги «Страницы истории отечественных ИТ», а также доклад «ЕС ЭВМ сквозь призму отечественной и мировой вычислительной техники», который был представлен 3 октября 2017 года на пленарном заседании IV Международной конференции «Развитие вычислительной техники в России и странах бывшего СССР: история и перспективы» (SoRuCom-2017, город Зеленоград).
Умер 11 октября 2017 года.